# タイロン・パワー

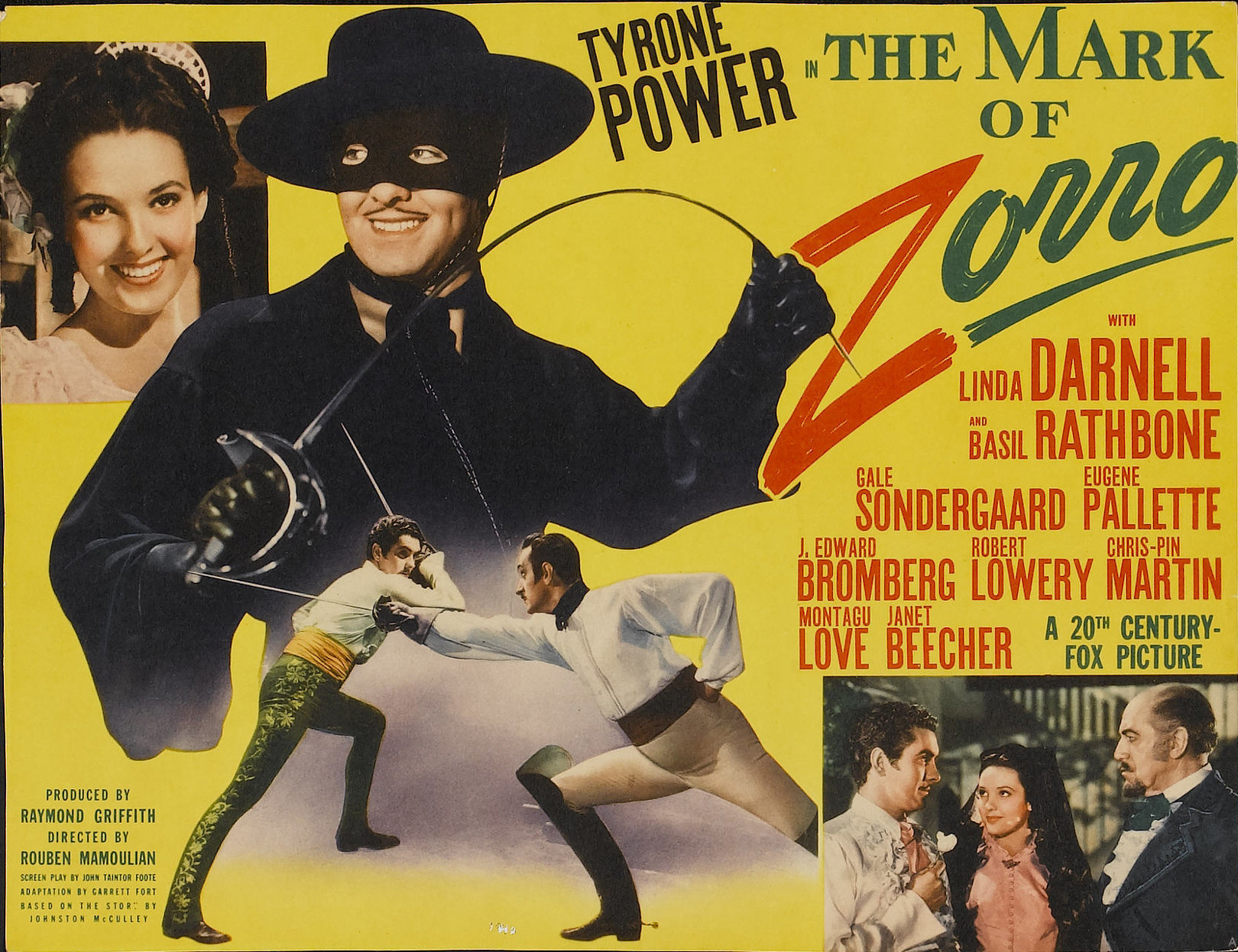
1940年の映画『快傑ゾロ』で主人公ゾロに扮するタイロン・パワー

タイロン・パワー（Tyrone Power, 1914年5月5日 - 1958年11月15日）は、アメリカ合衆国オハイオ州シンシナティ出身の俳優。

## 経歴
イギリス生まれの俳優で同名のタイロン・パワー（タイロン・パワー二世）を父に持つ（曽祖父も同名で、アイルランド生まれの俳優・コメディアンのタイロン・パワー）。病弱だった彼の健康のため家族でカリフォルニアに移るも、父親は主にニューヨークを基盤に活動しており不在が多く、結局1920年に両親は離婚。子役として母親と共に舞台に立つようになる。数年後にシンシナティに戻り、その地で高校を卒業。
1931年、映画界入りする父に同行しハリウッドに向かう。間もなく父は急死するが、彼はしばらくハリウッドに留まり、数本の映画に脇役として出演する。その後ブロードウェイの舞台に出演していた時に20世紀フォックスにスカウトされ、『勝鬨』への出演で若手スターとして売り出した。
『スエズ』や『世紀の楽団』などのヒットによりマネー・メイキング・スターのトップ10に名を連ね、1939年には映画雑誌の人気投票で“ハリウッド・キング”に選ばれるなど、フォックスの看板スターの地位を確立した。しかし本人はステレオタイプ的な二枚目役を嫌っており、新境地を開くために舞台に戻ろうとした事もあったという。また、『スエズ』で共演したフランスの人気女優アナベラと結婚するが、後に離婚している。
戦時中はアメリカ軍に志願した。1950年代に入ると、二枚目スターの地位はグレゴリー・ペックなどに取って代わられたが、『長い灰色の線』『陽はまた昇る』で中年の渋みも加わった一面を見せ、『愛情物語』では実在のピアニストのエディ・デューチンを演じた。
ビリー・ワイルダー監督の『情婦』で演技派としても再評価された矢先、『ソロモンとシバの女王』のマドリードロケ中に心臓麻痺を起こし、44歳で急死した。彼の役はユル・ブリンナーに交代し撮り直された。

## 主な出演作品

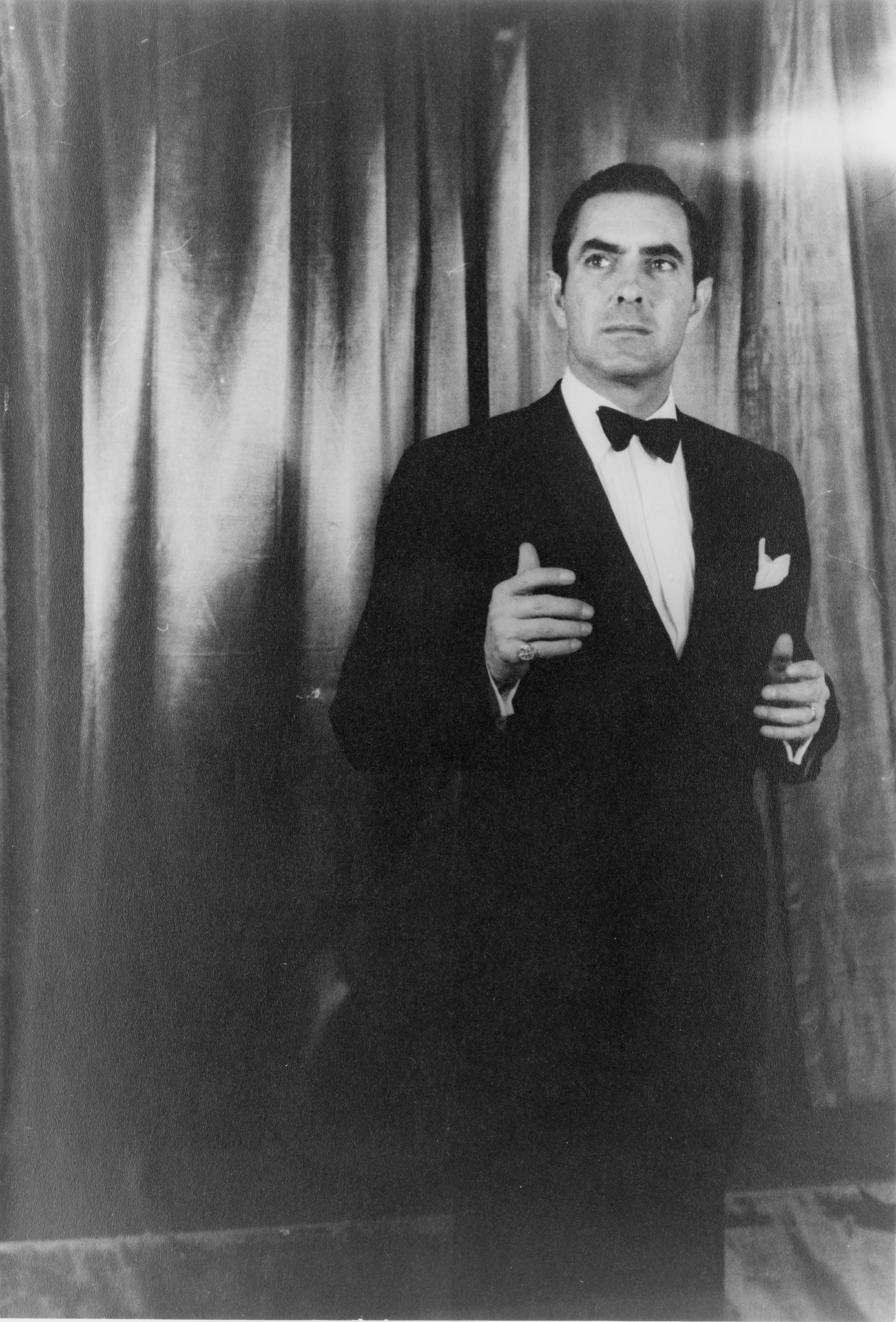
タイロン・パワー（1953年3月3日、38歳）

| 公開年 | 邦題 原題                                                                  | 役名                                 | 備考           |
| ------ | -------------------------------------------------------------------------- | ------------------------------------ | -------------- |
| 1932   | 鉄血士官校 Tom Brown of Culver                                             | ジョン                               |                |
| 1934   | お姫様大行進 Flirtation Walk                                               | カデット                             | クレジットなし |
| 1936   | 四つの恋愛 Ladies in Love                                                  | カール                               |                |
| 1936   | 勝鬨 Lloyd's of London                                                     | ジョナサン・ブレイク                 |                |
| 1937   | シカゴ In Old Chicago                                                      | ディオン                             |                |
| 1937   | 狙われたお嬢さん Love Is News                                              | スティーヴ・レイトン                 |                |
| 1937   | 氷上乱舞 Thin Ice                                                          | ルドルフ王子                         |                |
| 1938   | 世紀の楽団 Alexander's Ragtime Band                                        | ロジャー・グラント（アレキサンダー） |                |
| 1938   | マリー・アントアネットの生涯 Marie Antoinette                              | ハンス・アクセル・フォン・フェルセン |                |
| 1938   | スエズ Suez                                                                | フェルディナン・ド・レセップス       |                |
| 1939   | 地獄への道 Jesse James                                                     | ジェシー・ジェームズ                 |                |
| 1939   | ワシントン広場の薔薇 Rose of Washington Square                             | バート・クリントン                   |                |
| 1939   | 雨ぞ降る The Rains Come                                                    | ラマ・サフティ                       |                |
| 1940   | 快傑ゾロ The Mark of Zorro                                                 | ドン・ディエゴ・ヴェガ／ゾロ         |                |
| 1941   | 血と砂 Blood and Sand                                                      | フアン                               |                |
| 1941   | 英空軍のアメリカ人 A Yank in The R.A.F.                                    | ティム・ベイカー                     |                |
| 1942   | 激闘/ベンジャミンの復讐 Son of Fury: The Story of Benjamin Blake           | ベンジャミン・ブレイク               |                |
| 1942   | 純愛の誓い This Above All                                                  | クライヴ・ブリッグス                 |                |
| 1942   | 海の征服者 Black Swan                                                      | ジェイミー・ワーリング               |                |
| 1943   | 潜航決戦隊 Crash Dive                                                      | ウォード・スチュワート               |                |
| 1946   | 剃刀の刃 Razor's Edge                                                      | ラリー・ダレル                       |                |
| 1947   | 悪魔の往く町 Nightmare Alley                                               | スタン                               |                |
| 1947   | 征服への道 Captain from Castle                                             | ペドロ・デ・ヴァルガス               |                |
| 1948   | 幸福の森/アイルランドの妖精 The Luck of the Irish                          | スティーブン・フィッツジェラルド     |                |
| 1949   | 狐の王子 Prince of Foxes                                                   | アンドレア                           |                |
| 1950   | 黒ばら The Black Rose                                                      | ウォルター                           |                |
| 1950   | アメリカン・ゲリラ・イン・フィリピン American Guerrilla in the Philippines | Ensign Chuck Palmer                  |                |
| 1951   | 狙われた駅馬車 Rawhide                                                     | トム・オーウェンズ                   |                |
| 1952   | 国務省の密使 Dipromatic Courier                                            | マイク・ケルズ                       |                |
| 1952   | 荒野の襲撃 Pony Soldier                                                    | ダンカン・マクドナルド               |                |
| 1953   | ミシシッピーの賭博師 The Mississippi Gambler                               | マーク・ファロン                     |                |
| 1953   | 壮烈カイバー銃隊 King of The Khyber Rifles                                 | アラン・キング                       |                |
| 1955   | 長い灰色の線 The Long Gray Line                                            | マーティ                             |                |
| 1955   | 野性の女 Untamed                                                           | ポール                               |                |
| 1956   | 愛情物語 The Eddy Duchin Story                                             | エディ・デューチン                   |                |
| 1957   | 二十七人の漂流者 Seven Waves Away                                          | アレック・ホームズ                   |                |
| 1957   | 陽はまた昇る The Sun Also Rises                                            | ジェイク・バーンズ                   |                |
| 1957   | 月の出の脱出 The Rising of the Moon                                        | -                                    | ナレーター     |
| 1957   | 情婦 Witness for the Prosecution                                           | レオナルド                           |                |

## 注
1. ↑  初公開時の邦題。戦後の再上映による現邦題は『恋は特ダネ』